# 1379
1379 (MCCCLXXIX) a fost un an obișnuit al calendarului iulian, care a început într-o zi de luni.

## Nașteri
- 3 octombrie: Henric al III-lea, rege al Castiliei (d. 1406)

## Decese
- 29 mai: Henric al II-lea, rege al Castiliei (n. 1334)